# Túlio Guerreiro
Túlio Lustosa Seixas Pinheiro, mais conhecido como Túlio Lustosa ou Túlio Guerreiro (Brasília, 25 de abril de 1976), é um ex-futebolista brasileiro que atuava como volante. Atualmente trabalha como diretor do Aparecidense.

## Carreira
Começou sua carreira em 1995 no Goiás. Chegou a atuar por um curto período como lateral-direito, mas destacou-se mesmo na posição da cabeça-de-área. Teve uma rápida passagem pelo Al-Hilal, entre 2001 e 2002. Retornou para o Goiás e depois, em 2003, transferiu-se para o Botafogo.
Túlio Guerreiro foi vice-campeão da Série B com o clube carioca, ajudando o Glorioso a voltar à Primeira Divisão do Campeonato Brasileiro, e, logo, tornou-se símbolo e ídolo da torcida. Seu principal parceiro no meio-de-campo à época foi o cabeça-de-área Fernando. Transferiu-se, no meio de 2005, para o Oita Trinita do Japão, declarando amor ao clube da Estrela Solitária e uma curiosidade, pretende se formar como médico após encerrar a carreira de futebolista.

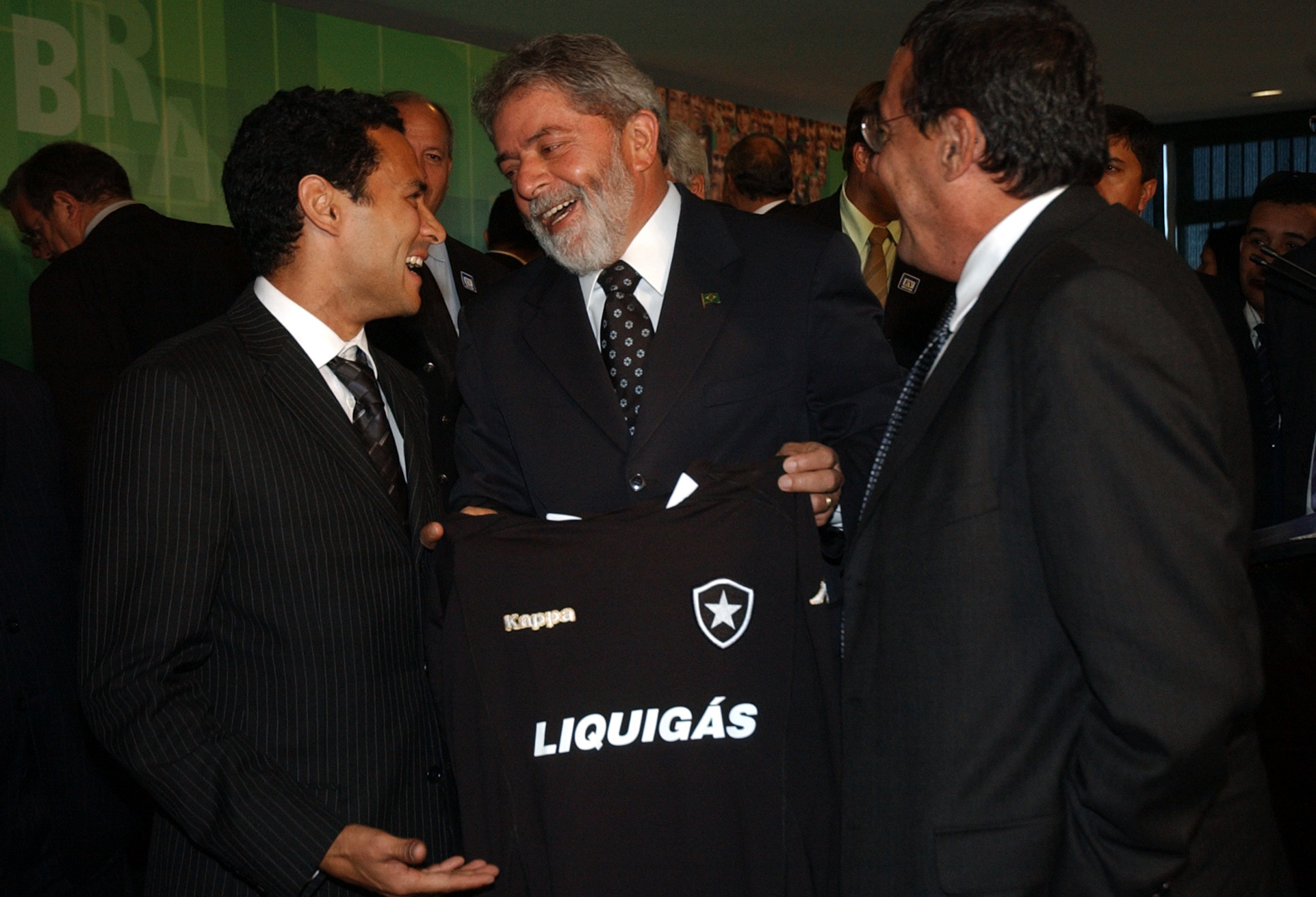
O presidente Luiz Inácio Lula da Silva conversa com Túlio e Bebeto de Freitas, jogador e presidente do Botafogo, respectivamente, durante cerimônia de assinatura do decreto que regulamenta a Timemania.

Pretendendo encerrar a carreira no Botafogo em 2010, Túlio retornou ao Glorioso em 2007, quando foi campeão pela primeira vez pelo clube, da Taça Rio daquele ano. Formando a dupla de volantes titular ao lado de Leandro Guerreiro, Túlio ajudou o time, treinado por Cuca. a chegar a algumas decisões dos torneios que o Botafogo disputou. No entanto, ficou marcado por ter participado da fatídica derrota de virada para o River Plate, pela Copa Sul-americana. Sua temporada foi atrapalhada por uma suspensão, em âmbito nacional, após ter sido flagrado dando um ponta-pé no rosto de Leandro do São Paulo.
Túlio venceu com o Fogão a Copa Peregrino e, novamente, a Taça Rio em 2008. Jogou ao lado de Diguinho neste ano. Porém, repetindo a temporada anterior, fez parte do elenco que foi vice-campeão carioca, perdendo para o Flamengo. Atuou bem durante o campeonato estadual e foi escolhido para a seleção dos melhores do estadual. Túlio sempre foi homem forte do grupo de jogadores do clube, ídolo da torcida e torcedor assumido do clube, porém, ao final do ano, deixou o alvinegro, alegando desgaste psicológico  e assinou com o Corinthians até o final de 2010.
Em 30 de abril de 2009, contudo, Túlio acabou deixando o Corinthians e assinou pelo Grêmio. Seu contrato com o time gaúcho foi até o final de 2010.
No final de fevereiro de 2010, Túlio rescindiu seu contrato com o Grêmio assinou com o Goiás.
Em dezembro de 2012, surpreendeu ao acertar com o Sobradinho, modesto clube do Distrito Federal, para a disputa do Campeonato Brasiliense e a Copa do Brasil do ano seguinte.
Encerrou a carreira no fim de 2013, no próprio Sobradinho.

## Títulos
Goiás
- Campeonato Goiano: 1996, 1997, 1998, 1999, 2000 e 2003
- Copa Centro-Oeste: 2000

Botafogo
- Taça Rio: 2007 e 2008
- Copa Peregrino: 2008

Corinthians
- Campeonato Paulista: 2009

### Prêmios individuais
- Seleção do Campeonato Carioca: 2005[7]
- Seleção do Campeonato Catarinense: 2012